# Abydos
Abydos (Tiếng Ả Rập: أبيدوس) là một thành phố cổ của Ai Cập cổ đại, và cũng là nome (tương đương một quận) thứ 8 của Thượng Ai Cập, nằm cách bờ tây sông Nin 11 km. Trong tiếng Ai Cập, Abydos còn được gọi là Abdju. Tên tiếng Anh của thành phố này bắt nguồn từ tiếng Hy Lạp "Ἄβυδος".
Được xem là một trong những địa điểm khảo cổ quan trọng nhất ở Ai Cập, Abydos là nơi tập trung nhiều ngôi đền cổ, kể cả khu nghĩa trang Umm El Qa'ab, nơi chôn cất các vị vua đời đầu. Thời gian sau đó, Abydos dần trở thành một địa điểm linh thiêng của tôn giáo.
Thành phố Abydos nổi tiếng với đền thờ của Seti I, nơi mà Danh sách Vua Abydos được khắc trên đó. Nhiều đền đài và các thị trấn cổ đều bị chôn vùi hoặc hủy hoại hoàn toàn bởi các công trình hiện đại ở phía bắc ngôi đền Seti.

## Lịch sử
Nhiều đền đài, lăng tẩm và các thị trấn cổ xưa được xây dựng từ thời tiền sử (trước 3100 TCN). Hai vị vua đầu tiên của Vương triều thứ nhất được chôn cất tại Abydos, đó là Narmer và Hor-Aha. Các vua thuộc Vương triều thứ hai cũng chọn Abydos làm nơi an nghỉ của mình.
Pepi I (Vương triều thứ 6) đã đặt nền móng cho việc xây dựng đền thờ lớn dành cho vua cõi âm Osiris. Những tàn tích còn sót lại vẫn tồn tại đến ngày nay. Abydos dần trở thành trung tâm thờ phụng Osiris và nữ thần Isis, thay thế cho thần Khenti-Amentiu - thần cai quản Abydos.
Mentuhotep II đã cho xây một nhà thờ tại đây, được phát hiện vào năm 2014. Senusret III cũng đã cho dựng một đền thờ và đặt một thị trấn tại đây, gọi là Wah-Sut. Kế bên đó là 2 ngôi mộ S9 và S10 dành cho 2 vua Sobekhotep IV và Neferhotep I, mặc dù điều này chưa chắc chắn. Các vua thuộc Vương triều thứ 15 và thứ 16 đã chọn Abydos làm nơi cai trị của họ, sử sách gọi là Vương triều Abydos.
Ahmose I thuộc Vương triều thứ 18 cũng cho xây một kim tự tháp tại đây, và cũng là kim tự tháp duy nhất có mặt tại Abydos. Tuy nhiên, những gì còn sót lại của nó khá là hiếm. Kim tự tháp của ông được xây với mục đích thờ phượng chứ không phải làm lăng tẩm, xung quanh là những đền miếu nhỏ của hoàng hậu Tetisheri, bà của ông.
Thutmose III cũng cho xây một ngôi đền lớn, và làm một con đường nối với khu nghĩa trang bên cạnh, băng qua một cổng lớn bằng đá granite. Seti I đã cho xây dựng một ngôi đền thờ lớn tại đây, ngôi đền hầu như còn nguyên vẹn trong số các công trình tại đây, được hoàn thành bởi người con là Ramesses II. Merneptah đã cho xây thêm Osireion ở phía bắc ngôi đền.
Ahmose II và Nectanebo I cũng đã cho xây thêm một vài đền thờ. Và từ thời Ai Cập thuộc Hy Lạp, không có một công trình nào được xây dựng thêm.

## Các công trình

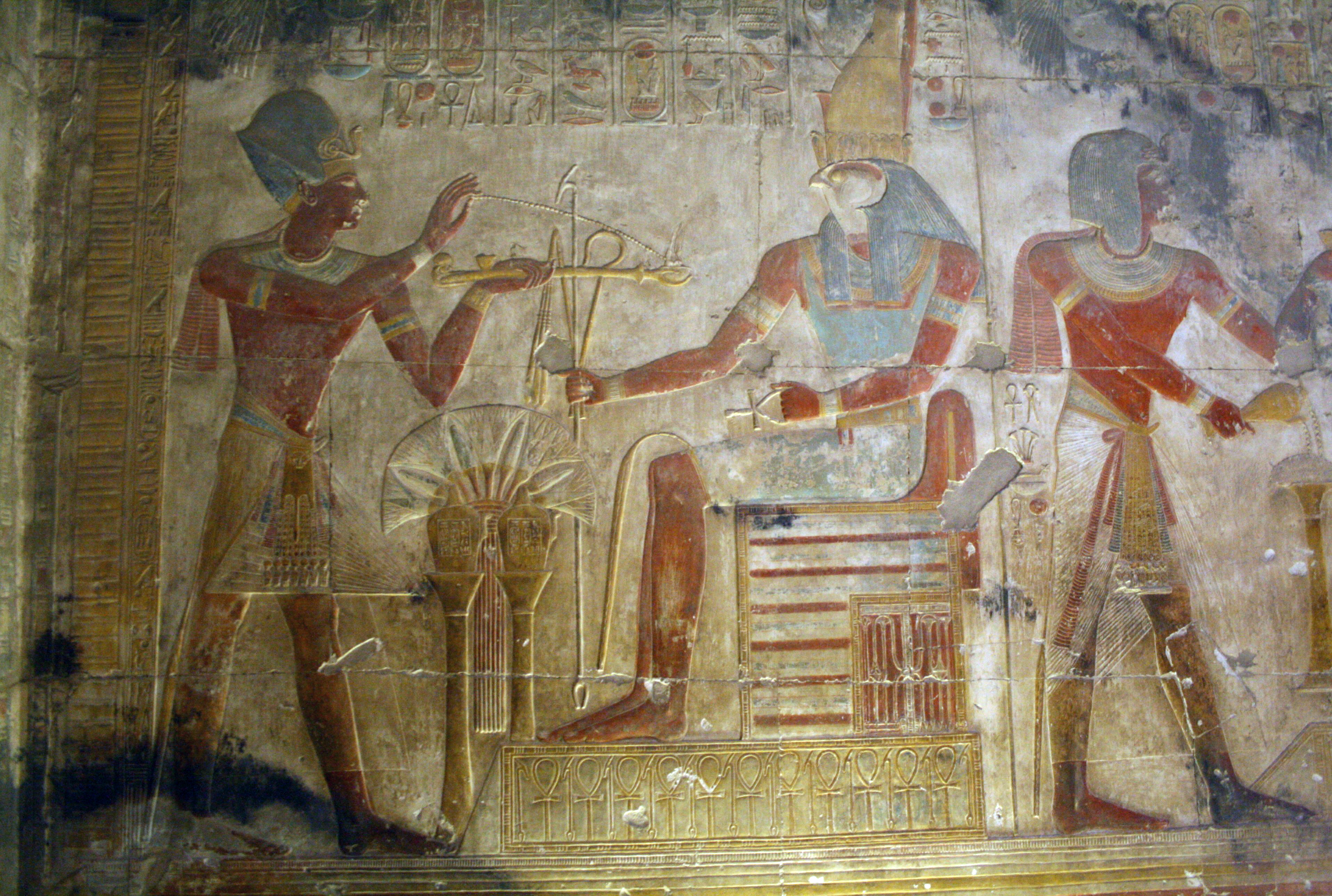
Một cảnh trên đền thờ Osiris. Trong hình là một pharaon đang làm lễ trước thần Horus

### Đền thờ Osiris
Từ Vương triều thứ nhất tới Vương triều thứ 26, có khoảng 10 ngôi đền được xây trên cùng một địa điểm để thờ thần Osiris. Đền thờ của Osiris được tháo dỡ và trùng tu nhiều lần qua các đời vua.
Trong một lần khai quật, người ta phát hiện một chiếc bình men xanh có đề tên của pharaon Menes và nhiều viên gạch lát đền cũng được tìm thấy. Bức tượng bằng ngà voi được tìm thấy tại đây là bức chân dung duy nhất còn nguyên vẹn của pharaon Khufu.

### Đền thờ Seti I
Đền Seti nằm phía nam ngôi đền Osiris ở trên. Đây là ngôi đền lớn nhất hầu như còn nguyên vẹn ở Abydos. Một danh sách các pharaon cai trị được viết trên một bức tường, liệt kê gần như là đầy đủ tên của các vua từ Vương triều thứ nhất cho đến tên của chính Seti II.
Ngoài ra còn 7 ngôi đền nhỏ dành để thờ phượng các vị vua và các thần Ptah, Ra, Amun và 3 đền nhỏ khác dành cho Osiris, Isis và Horus. Các nghi lễ tôn giáo được thực hiện tại đây trong suốt thời kỳ các pharaon. Phía sau đền Seti là một cấu trúc bí ẩn gọi là Osireion ("Mộ của Osiris"), được cho là để thờ Osiris. Kiến trúc này có thể được xây bởi Merenptah, cháu nội của Seti, tuy nhiên đã bị hư hỏng 1 phần.

### Đền thờ Ramesses II

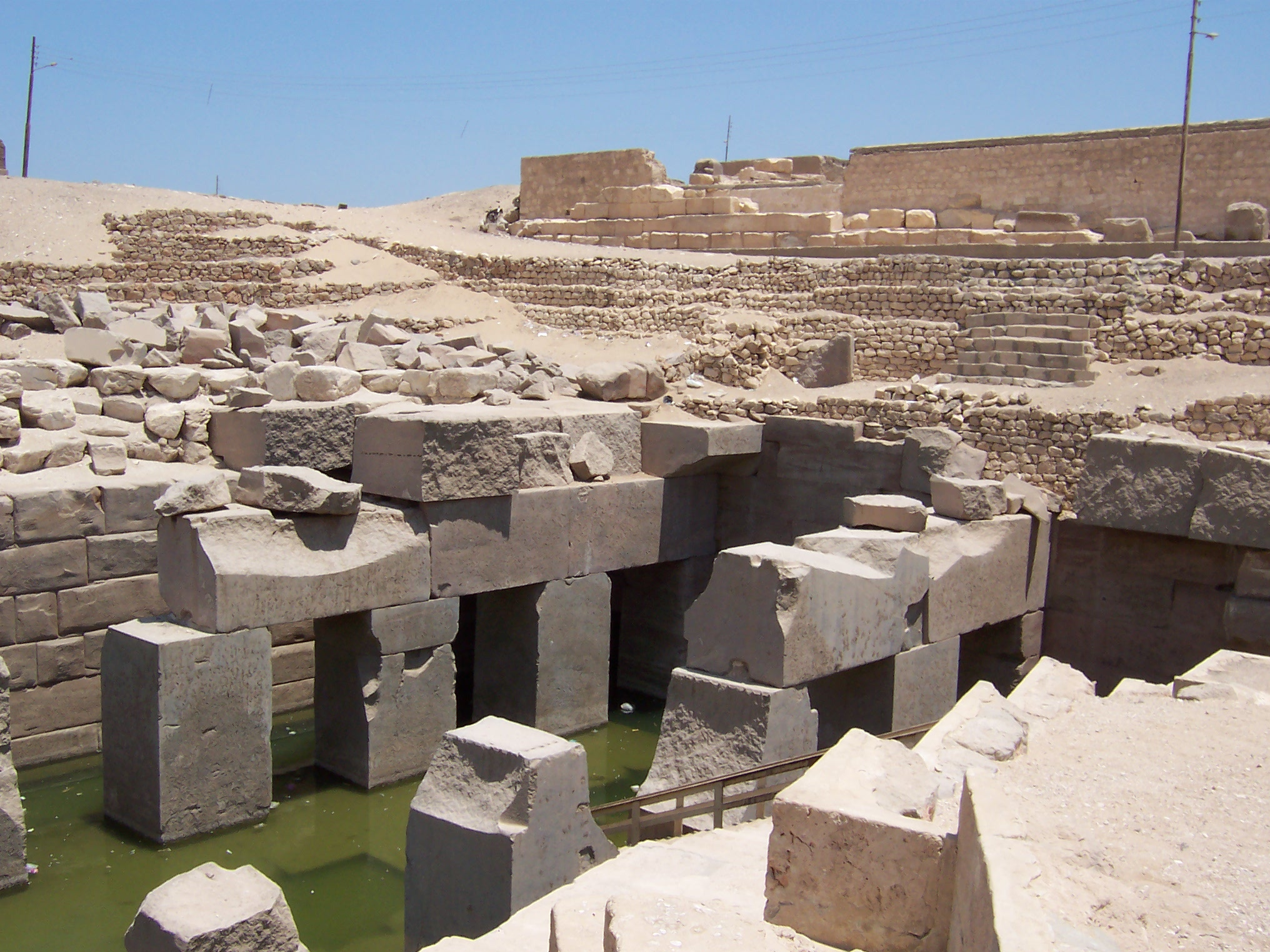
Kiến trúc Osireion

Ngôi đền của Ramesses II được xây dựng với quy mô nhỏ và đơn giản hơn dự kiến. Bên ngoài ngôi đền là những bức họa mô tả trận đánh Kadesh. Bên ngoài ngôi đền cũng có một danh sách các pharaon, nhưng những mảnh vỡ đã được đưa về Bảo tàng Anh.

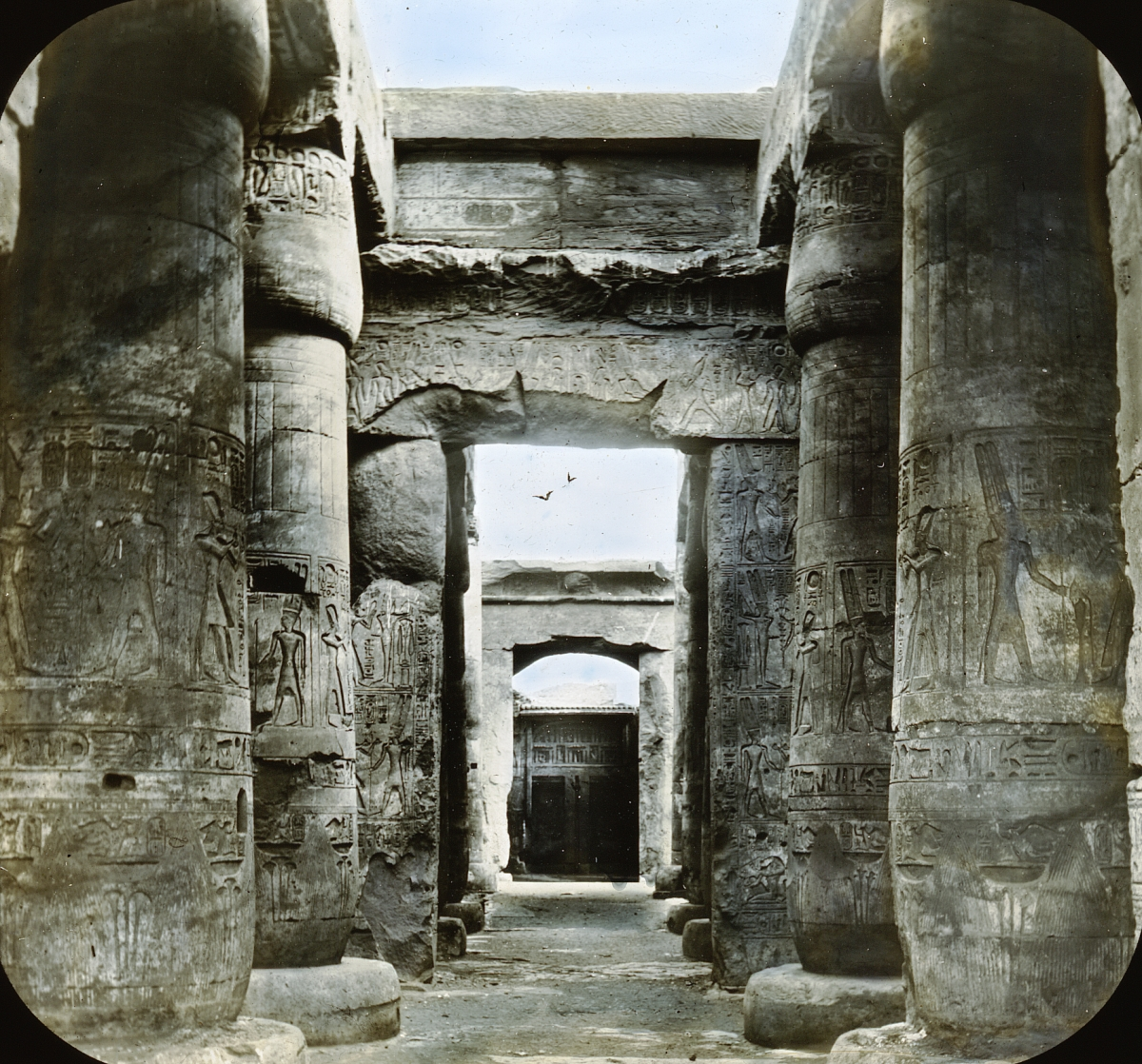
Bên trong đền thờ Seti

### Nghĩa trang Umm El Qa'ab
Các ngôi mộ lần đầu tiên được khai quật bởi Émile Amélineau vào những năm 1890 và sau đó bởi Flinders Petrie. Những triều đại đầu tiên, việc hiến tế người sống là một nghi thức trong tang lễ của người chết, đặc biệt là đối với các pharaon. Có 338 xác ướp của các người hầu và nhiều xác ướp của các động vật được chôn theo pharaon Djer.